# Joshua Lee Turner
 (février 2021).
La mise en forme du texte ne suit pas les recommandations de Wikipédia : il faut le « wikifier ».
Les points d'amélioration suivants sont les cas les plus fréquents :
- Les titres sont pré-formatés par le logiciel. Ils ne sont ni en capitales, ni en gras.
- Le texte ne doit pas être écrit en capitales (les noms de famille non plus), ni en gras, ni en italique, ni en « petit »…
- Le gras n'est utilisé que pour surligner le titre de l'article dans l'introduction, une seule fois.
- L'italique est rarement utilisé : mots en langue étrangère, titres d'œuvres, noms de bateaux, etc.
- Les citations ne sont pas en italique mais en corps de texte normal. Elles sont entourées par des guillemets français : « et ».
- Les listes à puces sont à éviter, des paragraphes rédigés étant largement préférés. Les tableaux sont à réserver à la présentation de données structurées (résultats, etc.).
- Les appels de note de bas de page (petits chiffres en exposant, introduits par l'outil «  Source ») sont à placer entre la fin de phrase et le point final[comme ça].
- Les liens internes (vers d'autres articles de Wikipédia) sont à choisir avec parcimonie. Créez des liens vers des articles approfondissant le sujet. Les termes génériques sans rapport avec le sujet sont à éviter, ainsi que les répétitions de liens vers un même terme.
- Les liens externes sont à placer uniquement dans une section « Liens externes », à la fin de l'article. Ces liens sont à choisir avec parcimonie suivant les règles définies. Si un lien sert de source à l'article, son insertion dans le texte est à faire par les notes de bas de page.
- La présentation des références doit suivre les conventions bibliographiques. Il est recommandé d'utiliser les modèles {{Ouvrage}}, {{Chapitre}}, {{Article}}, {{Lien web}} et/ou {{Bibliographie}}. Le mode d'édition visuel peut mettre en forme automatiquement les références.
- Insérer une infobox (cadre d'informations à droite) n'est pas obligatoire pour parachever la mise en page.

Pour une aide détaillée, merci de consulter Aide:Wikification.
Si vous pensez que ces points ont été résolus, vous pouvez retirer ce bandeau et améliorer la mise en forme d'un autre article.
 (mars 2021).
Pour les articles homonymes, voir Turner.
Joshua Lee Turner est un auteur-compositeur-interprète américain, multi-instrumentiste, producteur de disques et une personnalité Internet basée à Brooklyn, New York.

## Jeunesse et formation
Josh Turner a commencé à chanter à l'âge de neuf ans. Cinq ans plus tard, en janvier 2006, il a commencé à jouer de la guitare. Au cours des prochaines années, il apprendra à jouer de plusieurs autres instruments, notamment le banjo, le luth, la mandoline, la basse, le violon, l'harmonica, la batterie et le piano.[réf. nécessaire]
En juillet 2007, il a créé sa chaîne YouTube, où il a commencé à publier des reprises de chansons populaires. Sa première vidéo à succès est sa reprise de "Sultans of Swing" de Dire Straits . En août 2020, la vidéo avait 11 millions de vues, et sa chaîne plus de 500 000 abonnés.
Josh Turner a étudié la musique à l'Université Butler, où il a également participé à la "Butler Chorale", et a été directeur musical du groupe a cappella "Out of the Dawg House". En 2014, durant sa dernière année d'université, il est invité au Good Morning America's "Open Mike segment" pour interpréter des extraits de sa reprise de la chanson de Paul Simon "Graceland ", qui est devenue populaire sur YouTube,.

## Carrière
De 2018 à 2019, Turner était un des membres de la distribution de l'émission de tournée The Simon & Garfunkel Story  et en 2019 il a joué le rôle de Paul Simon dans Graceland Live .
Le premier album solo complet de Turner, As Good a Place as Any, est sorti en avril 2019. Turner a sorti son deuxième album, Public Life, le 7 août 2020.
En plus de son travail en solo, Turner fait partie du duo folk The Other Favorites aux côtés de Carson McKee. Ils ont sorti un EP, Fools, en 2017, un album studio original, Naysayer, en 2018, et un album live, Live in London, en 2019.

## Discographie

### Solo
| Titre                  | Détails de l'album                                         |
| ---------------------- | ---------------------------------------------------------- |
| As Good a Place as Any | - Date de sortie : avril 2019 - Label : Bring Luck Records |
| Public Life            | - Date de sortie : août 2020 - Label : Bring Luck Records  |

### The Other Favorites
| Titre                                               | Détails de l'album                                                   |
| --------------------------------------------------- | -------------------------------------------------------------------- |
| NoveltyJosh Turner, Carson Mckee                    | - Date de sortie : 2011 - Label : The Other Favorites (Self-release) |
| The Other Favorites (EP)(Josh Turner, Carson Mckee) | - Date de sortie : 2012 - Label : The Other Favorites (Self-release) |
| Fools (EP)(Josh Turner, Carson Mckee)               | - Date de sortie : septembre 2017 - Label : The Other Favorites      |
| Naysayer(Josh Turner, Carson Mckee)                 | - Date de sortie: juin 2018 - Label : The Other Favorites            |
| Live in London(Josh Turner, Carson Mckee)           | - Date d'enregistrement : 20 août 2019 - Label : Last Triumph        |

### Autres albums
| Titre                                                        | Détails de l'album                                                  |
| ------------------------------------------------------------ | ------------------------------------------------------------------- |
| Josh & Larkin (Josh Turner, Larkin Dodgen)                   | - Date de sortie : mars 2014 - Label : Josh & Larkin (self-release) |
| Armed and Dangerous (Josh Turner, Carson Mckee, Bob Barrick) | - Date de sortie : avril 2017 - Label : Kingdom Jasmine             |

## Vidéos YouTube populaires
| Titres                            | Date       | Instrument                             | Chaîne             | Collaborations                                             | Views (mil) |        |
| --------------------------------- | ---------- | -------------------------------------- | ------------------ | ---------------------------------------------------------- | ----------- | ------ |
| Sultans of Swing                  | 04/07/2012 | Guitare électrique                     | Josh Turner Guitar | -                                                          | 11.6        | [ 19 ] |
| Folsom Prison Blues               | 08/12/2018 | Guitare acoustique                     | Josh Turner Guitar | Carson Mckee                                               | 5.0         | [ 20 ] |
| Stuck in the Middle with You      | 08/12/2019 | Guitare basse                          | Josh Turner Guitar | Carson McKee Reina del Cid Toni Lindgren                   | 4.6         | [ 21 ] |
| Take it Easy                      | 05/13/2017 | Guitare électrique                     | Josh Turner Guitar | Carson Mckee                                               | 3.8         | [ 22 ] |
| Don't Think Twice, It's All Right | 09/11/2011 | Guitare acoustique                     | Josh Turner Guitar | Carson Mckee                                               | 3.5         | [ 23 ] |
| Acoustic Blues in D               | 03/02/2015 | Guitare acoustique                     | Josh Turner Guitar | -                                                          | 3.0         | [ 24 ] |
| Knockin' on Heaven's Door         | 01/04/2013 | Guitare acoustique                     | Josh Turner Guitar | Carson Mckee                                               | 2.8         | [ 25 ] |
| Crazy                             | 11/05/2018 | Guitare acoustique                     | Josh Turner Guitar | Allison Young                                              | 2.7         | [ 26 ] |
| Harvest Moon                      | 07/07/2019 | Guitare basse                          | Reina del Cid      | Carson McKee Reina del Cid Toni Lindgren                   | 2.7         | [ 27 ] |
| Feeling Good                      | 08/23/2015 | Guitare acoustique                     | Josh Turner Guitar | Larkin Dodgen                                              | 2.6         | [ 28 ] |
| Eleanor Rigby                     | 02/14/2017 | Guitare acoustique                     | Josh Turner Guitar | -                                                          | 2.5         | [ 29 ] |
| Can't Help Falling in Love        | 07/18/2017 | Guitare acoustique                     | Amber Taylor Music | Amber Ordaz Taylor Neita                                   | 2.4         | [ 30 ] |
| Sloop John B                      | 11/15/2018 | Guitare électrique                     | Josh Turner Guitar | Alec Hamilton Ben Cooley Taylor Bloom Marc Encabo Bob Sale | 2.4         | [ 31 ] |
| Paradise                          | 06/28/2016 | Banjo                                  | Josh Turner Guitar | Carson Mckee Kingdom Jasmine                               | 1.9         | [ 32 ] |
| Honky Tonk Women                  | 10/21/2016 | Guitare électrique Cowbell Percussions | Josh Turner Guitar | -                                                          | 1.9         | [ 33 ] |
| Operator                          | 07/07/2019 | Guitare acoustique                     | Josh Turner Guitar | Carson McKee Reina del Cid Toni Lindgren                   | 1.9         | [ 34 ] |
| Graceland                         | 02/13/2013 | Guitare électrique                     | Josh Turner Guitar | -                                                          | 1.8         | [ 35 ] |
| The Times They are a-Changin'     | 01/30/2017 | Guitare acoustique                     | Josh Turner Guitar | Carson Mckee                                               | 1.6         | [ 36 ] |
| Mamma Mia                         | 11/25/2019 | Banjo                                  | Josh Turner Guitar | Carson McKee Marie                                         | 1.7         | [ 38 ] |
| Little Wing                       | 03/02/2014 | Mandoline Ukulélé basse Cajon          | Josh Turner Guitar | -                                                          | 1.5         | [ 39 ] |
| For What It's Worth               | 02/07/2019 | Guitare électrique                     | Josh Turner Guitar | Alec Hamilton Ben Cooley Taylor Bloom Marc Encabo Bob Sale | 1.5         | [ 40 ] |